# Camaleón
Camaleón är en mexikansk luchador (fribrottare) från Mexiko. Han brottades tidigare i Consejo Mundial de Lucha Libre, vanligtvis förkortat som "CMLL" under 2000-talet och 2010-talet. 
Camaleón brottas som många andra mexikanska fribrottare under en mask, enligt traditioner inom lucha libre. Hans riktiga namn är inte känt av allmänheten.